# ديفيد إس. إنغرام
ديفيد إس. إنغرام (بالإنجليزية: David S. Ingram)‏ هو محاضر وعالم نبات بريطاني، ولد في 10 أكتوبر 1941.